# Киблак
Киблак (фр. Cublac) насеље је и општина у централној Француској у региону Лимузен, у департману Корез која припада префектури Бриве ла Гајар.
По подацима из 2011. године у општини је живело 1748 становника, а густина насељености је износила 86,62 становника/km². Општина се простире на површини од 20,18 km². Налази се на средњој надморској висини од 300 метара (максималној 326 m, а минималној 88 m).

## Демографија
| 1962. | 1968. | 1975. | 1982. | 1990. | 1999. | 2011. |
| ----- | ----- | ----- | ----- | ----- | ----- | ----- |
| 1.021 | 1.062 | 1.132 | 1.377 | 1.560 | 1.515 | 1.748 |

График промене броја становника у току последњих година